# Собор Різдва Христового (Ізяслав)
Собор Різдва Христового — втрачена пам'ятка православного сакрального будівництва в Заславі на Волині. Збудована в другій чверті 19 століття на місці старої замкової церкви. Знищена комуністами в 1930-х роках.
Церкву Різдва Христового ПРЦ закладено на місці старої замкової церкви «на чотири дзвони». Будівництво, що розпочалося на пожертви доброчинців, завершено в 1835 році коштом власника міста, князя Карла Санґушка. У 1836 році церкву освячено. Храм мав два престоли: Різдва Христового і Преображення Господнього. Був це тинькований кам'яний однобаневий храм центричного типу, в проєкції латинського хреста, з добудованим від заходу притвором.
У 1839 році до парафії примусово долучено заславських греко-католиків.
Від 1863 року святиня набула статусу соборної. Станом на 1914 рік до соборної парафії належала також колишня греко-католицька цвинтарна церква Успення Пресвятої Богородиці. Парафія налічувала 1495 парафіян. До соборної обслуги належали протоієрей, священик, диякон, псаломник, пономар і проскурій. Поблизу церкви розташувалися мурована чотиристовпна дзвіниця, дерев'яна церковно-парафіяльна школа, будинок пароха і священика. Того ж року, статус собору набула церква святого Миколая в Новому місті, а церква Різдва Христового перейшла на парафіяльний статус. До нового собору перейшов і соборний причт.
Від 1919 році парафія підпорядковувалася Бердичівській церковній окрузі УАПЦ.
Після загарбання східної частини Волині, комуністи розпочали терор і переслідування вірян. В середині 1930-х років святиню висаджено в повітря.
У 1990-х, на місці колишнього собору, збудовано новий однойменний храм, під юрисдикцією УПЦ (МП).